# 데이미언 허스트
데이미언 허스트(Damien Hirst, 1965년 6월 7일~)는 영국의 현대예술가로, 토막낸 동물의 시체를 유리상자 안에 넣어서 전시하는 그로테스크한 작품들을 주로 선보이고 있다.
영국 브리스틀 출생으로 리즈에서 성장하며 1986년~1989년 런던 골드스미스 대학 졸업 후 골드스미스 대학 학생들과 함께 결성한 YBAs의 프리즈 전시회를 기획하면서 주목을 받기 시작했다.
1991년 첫 전시회에서는 죽은 상어를 포름알데히드를 가득 채운 유리 진열장에 넣어 전시한 《살아 있는 자의 마음속에 있는 죽음의 육체적 불가능성》을 선보여 논란을 일으켰는데 사치 갤러리를 소유한 광고 재벌 찰스 사치와 갤러리 화이트 큐브를 소유한 제이 조플링의 후원을 받아 미술 시장 기록들을 갈아치웠다.
2005년과 2008년에는 미술전문지 아트리뷰가 선정하는 세계 미술계 영향력 있는 1위에까지 오르기도 했고 그의 나이 마흔 살에 1억 파운드의 경제적 가치가 있는 인물로 평가 받았다.
1995년 런던 테이트 갤러리에서 터너상을 수상했으며 베네치아 비엔날레, 로열 아카데미 등에서도 충격적인 작품들을 선보이며 논란을 낳았다

## 주요 작품

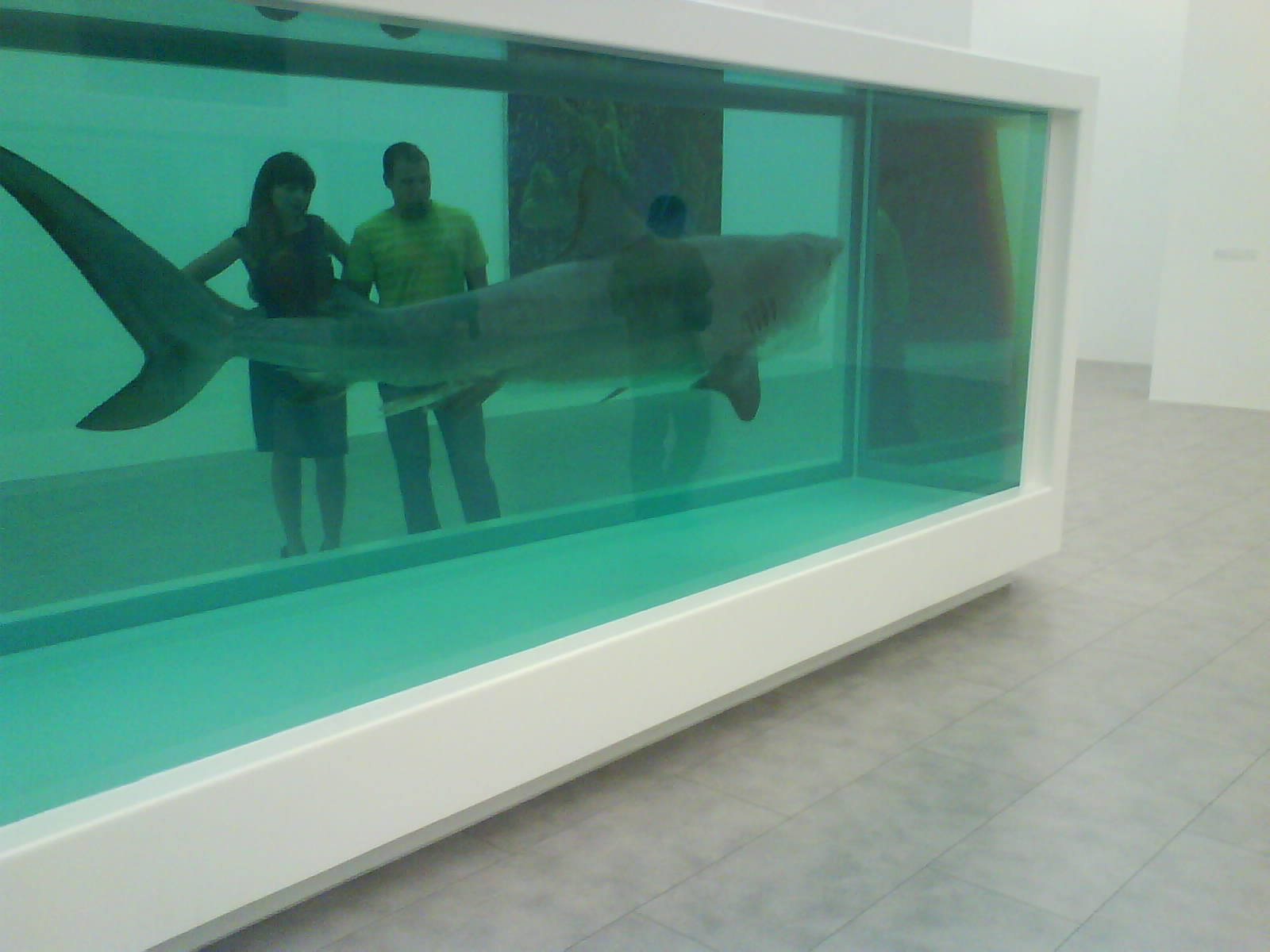
<살아 있는 자의 마음 속에 있는 죽음의 육체적 불가능성(The Physical Impossibility of Death in the Mind of Someone Living)>, 1991
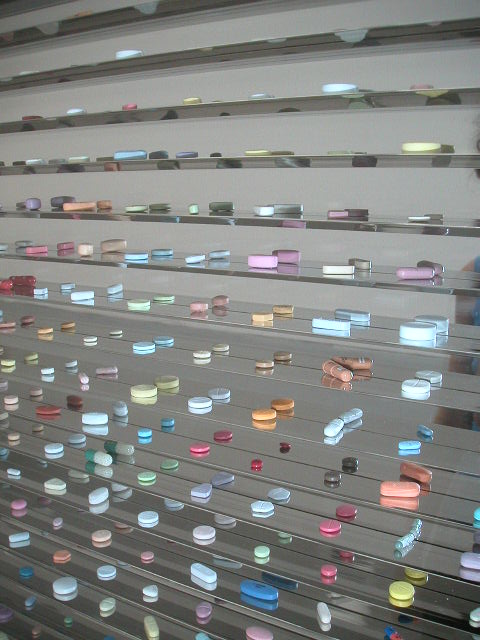
<죽음의 춤(Dance of Death)>, 2002

- 〈천년 (a thousand years)〉1990년. 유리 진열장에 피가 흥건한 소의 머리와 파리, 구더기, 설탕, 살충기, 물을 넣어 구성한 작품[3]
- 〈살아 있는 자의 마음 속에 있는 죽음의 육체적 불가능성 (The physical impossibility of death in the mind of someone living)〉1991년. 포름알데히드 용액에 상어 사체를 넣은 허스트의 대표작[4]
- 〈신의 사랑을 위하여 (For the Love of God)〉2007년. 중세시대의 신원 미상의 유골에 8,601개의 다이아몬드를 박아 만든 작품[5]

## 같이 보기
- 찰스 사치
- 영 브리티시 아티스트